# AEW Unified Championship
AEW Unified Championship – tytuł mistrzowski wrestlingu promowany przez amerykańską federację All Elite Wrestling (AEW). Odsłonięty 11 czerwca 2025 roku, jest drugorzędnym mistrzostwem w federacji, jako zjednoczenie AEW Continental i International Championship, chociaż historie obu tytułów pozostają niezależnie aktywne w ramach Unified Championship, które mają indywidualne rodowody. Inauguracyjnym mistrzem jest Kazuchika Okada.

## Historia
W wydaniu AEW Dynamite z 20 marca 2024 roku, Kazuchika Okada wygrał AEW Continental Championship. W następnym roku, 9 marca 2025 roku, podczas wydarzenia Revolution pay-per-view (PPV), Kenny Omega wygrał AEW International Championship. W tym czasie AEW zaczęło drażnić walkę między nimi, aby wznowić długą rywalizację między nimi z czasów ich pobytu w New Japan Pro-Wrestling (NJPW). Doszło do tego na Dynamite: Fyter Fest 4 czerwca 2025 roku, gdzie Okada skonfrontował się z Omegą, aby ustawić Winner Takes All match między nimi podczas wydarzenia PPV AEW All In: Texas 12 lipca 2025 roku. Podczas podpisywania kontraktu w następnym tygodniu w Dynamite: Summer Blockbuster, Tony Schiavone ogłosił, że walka będzie również zjednoczeniem mistrzostw, aby zjednoczyć tytuły Continental i International jako AEW Unified Championship.
Okada pokonał Omegę i zostałby pierwszym Unified Championem. Ponieważ Okada wygrał jako Continental Champion, prezes AEW Tony Khan potwierdził, że Unified Championship będzie rozgrywane na tych samych zasadach kontynentalnych, w których nikomu nie wolno przebywać przy ringu podczas walk, a ingerencja z zewnątrz jest surowo zabroniona.
Według raportu Fightful Select, źródła z AEW stwierdziły, że tytuł będzie traktowany jako kolejne mistrzostwo najwyższego szczebla, na równi z AEW World Championship, a nie jako tytuł "średniego lub wyższego średniego szczebla". Podczas rozmowy z mediami All In: Texas zaledwie kilka dni przed wydarzeniem 8 lipca, Khan wyjaśnił, że ani Continental Championship, ani International Championship nie zostaną wycofane, a ich rodowody pozostaną nienaruszone wraz z nowym rodowodem dla Unified Championship, a mistrz ma możliwość noszenia wszystkich trzech pasów, jeśli sobie tego życzy. Khan stwierdził, że Unified Championship zostało ustanowione, ponieważ "chciałem stworzyć coś wyjątkowego wokół tej walki i wydarzenia".

## Wygląd pasa
Pas mistrzowski AEW Unified Championship czerpie inspirację zarówno z pasów mistrzowskich Continental Championship, jak i International Championship. Posiada pięć złotych płytek na czarnym skórzanym pasku. Owalna płytka środkowa ma u góry logo AEW. W środku płytki znajduje się okrąg z koroną z Continental Championship, a reszta okręgu jest wypełniona klejnotami. Powyżej i poniżej znajdują się dwa czarne banery, podobne do tych z mistrzostwa International Championship, z napisem „Unified” na górnym banerze i „Champion” na dolnym. Banery są podtrzymywane po obu stronach przez stojącego lwa zwróconego do wewnątrz, również z mistrzostw International Championship. Na końcu każdego baneru znajdują się fragmenty globu, podobne do okręgów w czterech rogach centralnej płytki International Championship. Wewnętrzne płytki boczne również mają owalny kształt i są wzorowane na płytkach bocznych Continental Championship, przedstawiających fragment globu z logo AEW nad nim, ale można je dostosować, ponieważ glob można usunąć i zastąpić logo aktualnego mistrza.
Zewnętrzne płyty boczne są wyjątkowe, ponieważ na lewej widnieje Kenny Omega wykonujący swój finisher, One-Winged Angel, a na prawej Kazuchika Okada wykonujący swój finisher, The Rainmaker. Według Wrestling Observer, prezes AEW Tony Khan planuje zachować płytki boczne z Omegą i Okadą, aby upamiętnić tytuły międzynarodowe i kontynentalne oraz dziedzictwo, które Omega i Okada wnieśli do walki o zjednoczenie. Podobnie jak większość mistrzostw AEW, pas został wyprodukowany przez Red Leather Belts.

## Panowania
Na stan z 19 sierpnia 2025, wyróżnienie posiadało 1 zawodnik.
Obecnym mistrzem jest Kazuchika Okada, który jest w swoim pierwszym panowaniu. Pokonał Kenny’ego Omegę w Winner Takes All matchu unifikującego AEW Continental Championship i AEW International Championship w AEW Unified Championship na All In, 12 lipca 2025.
| Nr        | Ogólny numer panowania                                       |
| Panowanie | Liczba panowań konkretnego mistrza                           |
| Dni       | Liczba dni panowania                                         |
| +         | Oznacza, że liczba dni w posiadaniu wzrasta z kolejnym dniem |

| Nr | Mistrz          | Zmiana mistrza     | Zmiana mistrza | Zmiana mistrza | Statystyki panowania | Statystyki panowania | Notka | Odn.  |
| Nr | Mistrz          | Data               | Gala           | Miejsce        | Panowanie            | Dni                  | Notka | Odn.  |
| -- | --------------- | ------------------ | -------------- | -------------- | -------------------- | -------------------- | --- | ----- |
| 1  | Kazuchika Okada | 12 lipca 2025(dts) | All In         | Arlington, TX  | 1                    | 38+                  | Pokonał AEW International Championa Kenny’ego Omegę w Winner Takes All Unification matchu, w którym Okada bronił również AEW Continental Championship, a także stał się inauguracyjnym Unified Championem, gdzie tytuły zachowały indywidualne rodowody. | [ 6 ] |